# Конрад II (Бохемия)
Вижте пояснителната страница за други личности с името Конрад II.
Конрад II Ото (чешки: Konrád II. Ota) (1136/41 - 1191) е херцог на Бохемия от династията Пршемисловци.